# Shallow Brown
Shallow Brown is een lied bewerkt/gecomponeerd door Percy Aldridge Grainger. Deze Australische componist verzamelde toen hij in Engeland verbleef allerlei volksliedjes. Shallow Brown, een zeemansliedje (shanty), kreeg hij te horen op 18 januari 1908 voorgedragen door de zanger John Perring. Perring wist echter niet waar Shallow (ondiepte) voor stond, hij ging uit van een wat bange man. Andere interpretaties laten meer Challo Brown horen, Challo staande voor halfbloed.
Grainger nam de versie van Perring op in zijn collectie op en schreef er gedurende de maanden augustus tot en met december een melodie bij. Het lied bestaat uit zes strofen. De muziek en stemmen wiegen als een golvende zee. Het voorgeschreven instrumentarium is gering, maar moet alle "zeilen" bijzetten van pianissimo tot fortissimo.  
Shallow Brown is in de bewerking van Percy Grainger geschreven voor gezelschappen in diverse samenstellingen:
1. zangstem of twee zangstemmen met pianobegeleiding
2. vrouwen- en mannenkoor met orkest
3. 1 zangstem met koor of twee zangstem zonder koor met orkest

De Britse componist Gavin Bryars is een grote fan van dit lied van Grainger en voerde het als dirigent talloze keren uit.

## Tekst
Shaller Brown, you’re goin’ to leave me
Shaller, Shaller Brown
Shaller Brown, you’re goin’ to leave me
Shaller, Shaller Brown
Shaller Brown, don’t never deceive me
Shaller, Shaller Brown
Shaller Brown, don’t never deceive me
Shaller, Shaller Brown
You’re going away across the ocean
Shaller, Shaller Brown
You’re going away across the ocean
Shaller, Shaller Brown
You’ll ever be my heart’s devotion
Shaller, Shaller Brown
You’ll ever be my heart’s devotion
Shaller, Shaller Brown
For your return my heart is burning
Shaller, Shaller Brown
For your return my heart is burning
Shaller, Shaller Brown
Shaller Brown, your goin’ to leave me
Shaller, Shaller Brown
Shaller Brown, don’t never deceive me
Shaller, Shaller Brown

## Orkestratie voor versie 3
Er is geen vast bezetting voorgeschreven, men kan kiezen uit verschillende opties:
- 1 dwarsfluit/piccolo, 1 klarinet, 1 fagot (met eventueel 1 contrafagot)
- hoorns met altsaxofoon (met eventueel een eufonium)
- 2 ukeleles met nog 2 ukeleles of 2 mandolines of 2 ukeleles met 2 mandola's of 4 gitaren
- 1 harmonium, 1 piano
- 2 violen, 2 altviolen, 2 celli, 1 contrabas

## Discografie
- Uitgave Chandos: Mark Padmore, Joyful Company of Singers, City of Londen Sinfonia o.l.v. Richard Hickox.
- Uitgave Hyperion: David Wilson-Johnson, Polyphony, Stephen Layton